# هارتلي بوث
هارتلي بوث (بالإنجليزية: Hartley Booth)‏ هو سياسي بريطاني، ولد في 17 يوليو 1946. حزبياً، نشط في حزب المحافظين. في الانتخابات العامة في المملكة المتحدة 1992 ‏، انتخب عضو البرلمان الحادي والخمسون للمملكة المتحدة عن دائرة فينشلي ‏ خلال فترته النيابية ‏ (9 أبريل 1992 – 8 أبريل 1997).